# 忠澤智巳
忠澤 智巳（ちゅうざわ ともみ）は、日本の福祉従事者・支援員・施設長の一人。実業家・経営者の一人。日本の教育カウンセラーの一人。

## 概要
1965年（昭和40年）生まれ。東京都文京区出身。地元の幼稚園・小学校・中学校を卒業し、30歳代までこの地に暮らす。平成元年IT系企業に入社し、半導体関係の職業に従事する。以降、商社・外資系メーカーに移籍しながら、半導体を専門に携わる。企業在籍中の障害者職業生活相談員・ジョブコーチをきっかけに障害者就労・雇用に尽力する。
平成12年より福祉分野に転身し、知的障害者の自立支援・福祉施設の運営に関わる。平成17年より精神障害者の社会復帰・社会的入院患者の地域移行に携わり、以降、知的・発達・精神の障害者支援に従事する他、障害区分認定調査員・障害者相談支援専門員と共に福祉サービス第三者評価者・介護サービス情報公開調査員等の公職の顔を持つ。

## 経歴（福祉分野）
- 障害者支援に関わる第一歩は障害者テニス指導員（NPO法人日本ハンディキャップテニス連盟）から始まり、平成9年には障害者職業生活相談員（独立行政法人高齢・障害者雇用支援機構）として企業における障害者の就労・雇用支援に取り組む。
- 平成12年に本格的に福祉分野に転身し、あかねの会自立訓練室に職員として入職し、特別支援教育の第一人者（日本で最も障害者就労を輩出した一人）あかねの会主宰の吉田由紀子教諭（当時練馬区立大泉中学校）に出会い、知的障害者・発達障害者の就労支援指導を受ける。
- 平成13年からは、この年にグループホームを開設し自身も世話人として生活支援も行っている。
- あかねの会入職時より併設の療育教室などの指導員に従事しながら言語療法・作業療法を学び、障害児・者の認知面や作業面の指導に導入する。感覚統合や言語聴覚関連の支援手法など、実践面に必要な支援技術の習得を行い、実績を出している。

### 支援技術
- 元来、企業における障害者職業生活相談員である障害者雇用側としての立場から障害者における職業リハビリテーションの考え方は、知的障害者の就労支援に従事した当時のあかねの会でも導入され、自立や就労を視野に入れた支援理念は学齢期前から成人に至るまでトータル的に行われた。
- 平成17年より医療法人に在籍し精神障害者社会復帰施設にて退院促進事業や授産事業を行い、特に退院促進事業ではグループ活動に独自の手法を用いて突出した実績をだした。このプログラムはサイコエデュケーション（この場合一般的に解釈される心理教育ではなく従来の精神科で行われる患者や家族に対する教育プログラム）に集団力動を織り込んだもので、地域移行に必要な社会適応や服薬・健康管理などを入院患者に教育プログラムを行いつつ、長期入院患者への退院・入院・地域生活を本人の長い人生の中でどのような意義を持つかを問うライフキャリアを患者と考える独特な手法を行った。これは、精神保健福祉の分野にスペシフィックなグループエンカウンターを用いたもので、これらは教育カウンセラーならではの支援技術を発揮した一例といえる。

### 事業家として
- NPO法人あかねの会理事長として、平成13年度〜16年度の3期に就任し、後の理事長を吉田由紀子（現社会福祉法人あかねの会理事長）に引き継いる。任意団体時代からあかねの会に私財を投入して創設した一人。
- 在籍中には、あかねの会は『NPOアワード2003』に選出される。（2003年最も活躍した NPO30団体として：社団法人東京青年会議所主催）
- 平成13年にこれまで民間の任意団体であったあかねの会はNPO法人となり、（当時知的障害者の練馬区内NPO法人では、第一号法人）初代理事長として法人運営や各施設の施設長として、現場の指導員としても多岐に渡り、障害者の自立支援に従事する。
- 作業所では店舗展開を行い、接客や対人適応の場を設置するなど一般的な企業実習の他に法人独自のプログラム導入の体制作りなど従来の福祉施設のスタイルを切り崩した。
- 本人が民間企業出身であるため、事業展開の速さや実践主義・店舗販売による自主運営主義を唱える発想には福祉ベンチャー的なイメージが強く、賛否が分かれた。福祉界にもサービス業やビジネス精神を持つことは、後に制定される支援費制度や自立支援法を経て、利用者の工賃収入に注力し、その先駆的発想を証明している。本人の事業思想は、ソーシャルインクルージョンを根底とした地域活動で「障害者を納税者に」を一貫して唱えソーシャルアクションを行った。これは、我が施設良かれの姿を排除し、あくまでも施設は地域のものであることを基本とした。
- グループホーム事業においては、法人所有・民間賃借・都営住宅など多形態の方式で毎年開設を行い、当時のNPO法人としては都最多の設置数7ヶ所となる。その後は（第8寮以降）社会福祉法人化に伴い、事業移行を社会福祉法人あかねの会として事業展開を続けている。
- あかねの会としては本人の出身地である文京区に設置が無かったグループホームを区内で初めて立ち上げる。

### 支援者として
- 本人が唱える福祉従事者としての理念や備えるべき人物像は厳しいもので、施設や職員に要求する資質は大変高度で、行政に対しても妥協を許さない姿勢はカリスマ性がある反面、聖職色が強く現れることもある。企業出身のためか、限りなく自主運営を目指す主義や費用対効果の意識が強く従来の福祉事業から「質の競争」を求めるサービス業へ臨む姿勢と自己犠牲感のある聖職色の両極追求には非情なストイックさを感じさせる面がある。施設・職員に対するマネジメント面は厳しく写るが障害者に対する支援は手厚く、また裏付けされた論理と手法は説得力があり、情熱家のイメージも強い。
- あかねの会在籍以前からボランティア活動やNPO支援、日本赤十字社など職業以外の支援活動も行っており、所属する施設や利用者の受益を優先する施設を好まず地域福祉の歯車としての実践と話している。また、作業所・授産施設での自立支援においては根拠や裏付けのないプログラムや作業を排除し、実践的ケアマネジメントと直接的支援技術のプロ集団化を目指し、その理念や支援技術を築き、「QOLのみではなく人生の質の向上」を唱える姿は障害者・健常者を問わず人間としての「生き方」を問いかけ、福祉関係者や他分野からの支持が多い。
- 本人の支援理念となる生涯教育や直接支援技術や理論には賛同や師事を希望する者も多く、現場実践者や施設運営者などに対しての垣根を越えた養成・教育活動も行っている。

## 所属
- 日本教育カウンセリング学会
- 日本赤十字社紺綬有効会